# Ozero Plav
Ozero Plav (ryska: Озеро Плав) är en sjö i Belarus.   Den ligger i voblasten Vitsebsks voblast, i den nordöstra delen av landet, 250 km nordost om huvudstaden Minsk. Ozero Plav ligger 149 meter över havet. Arean är 0,76 kvadratkilometer. Den sträcker sig 2,1 kilometer i nord-sydlig riktning, och 1,5 kilometer i öst-västlig riktning.
I omgivningarna runt Ozero Plav växer i huvudsak blandskog. Runt Ozero Plav är det ganska tätbefolkat, med 60 invånare per kvadratkilometer.